# 斯芬蒂斯 (喬治亞州)
斯蒂芬斯（英語：Stephens）是位於美國喬治亞州奧格爾索普縣的一個非建制地區。該地的面積和人口皆未知。

## 地理
斯蒂芬斯的座標為33°48′00″N 83°10′00″W / 33.80000°N 83.16667°W，而該地的平均海拔高度為233米（即764英尺）。